# Sicyopus exallisquamulus
Sicyopus exallisquamulus es una especie de pez de la familia de los Gobiidae en el orden de los Perciformes.

## Morfología
Los machos pueden llegar a alcanzar los 5,1 cm de longitud total.

## Hábitat
Es un pez de agua dulce, de clima tropical y demersal.

## Distribución geográfica
Se encuentra en Halmahera, Molucas (Indonesia).

## Observaciones
Es inofensivo para los humanos.